# Aporia (chi bướm)
Aporia, hay còn được gọi là bướm viền đen, là một chi bướm ngày thuộc họ Pieridae, được tìm thấy ở vùng Palearctic.

## Hình ảnh

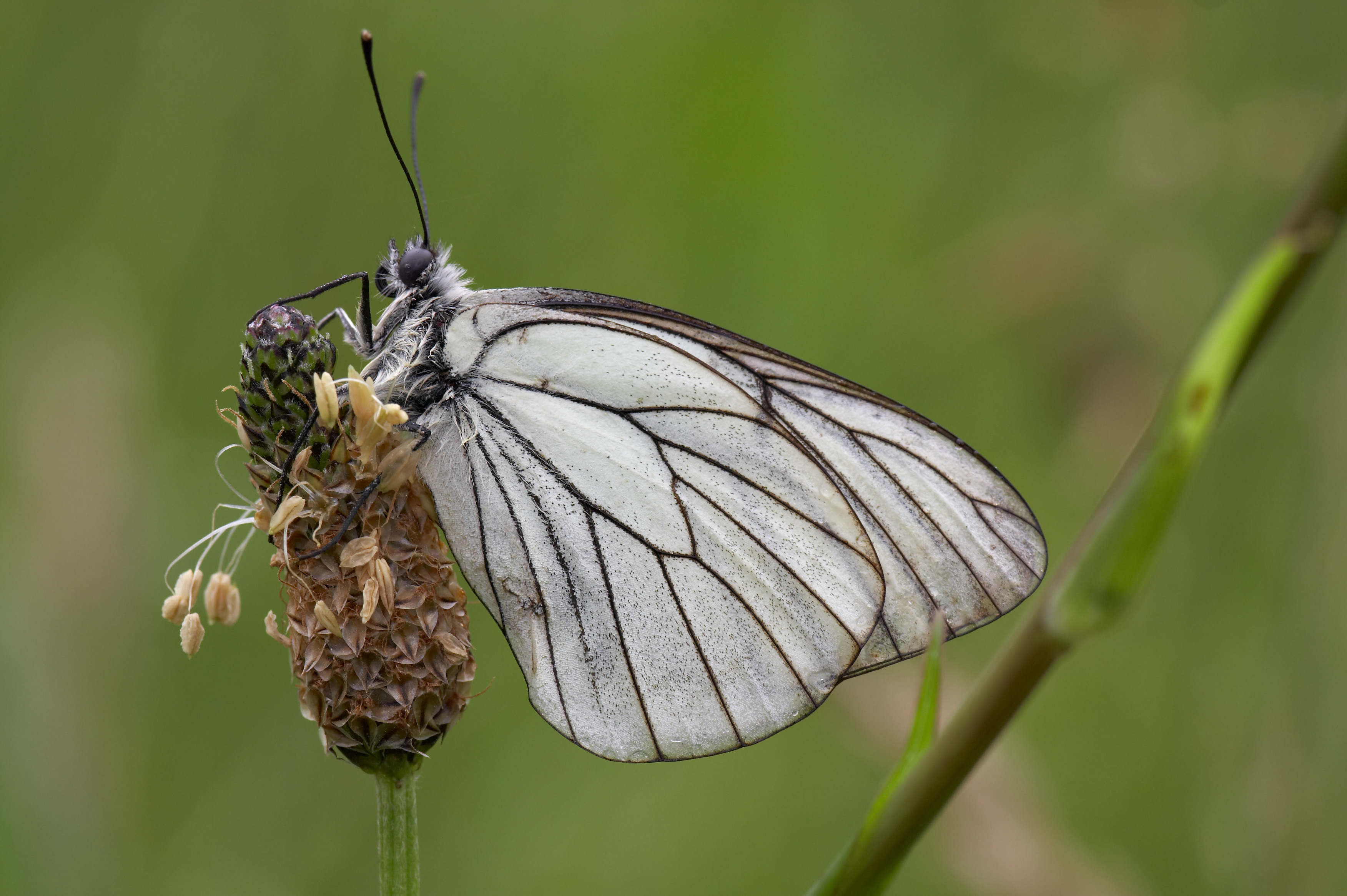
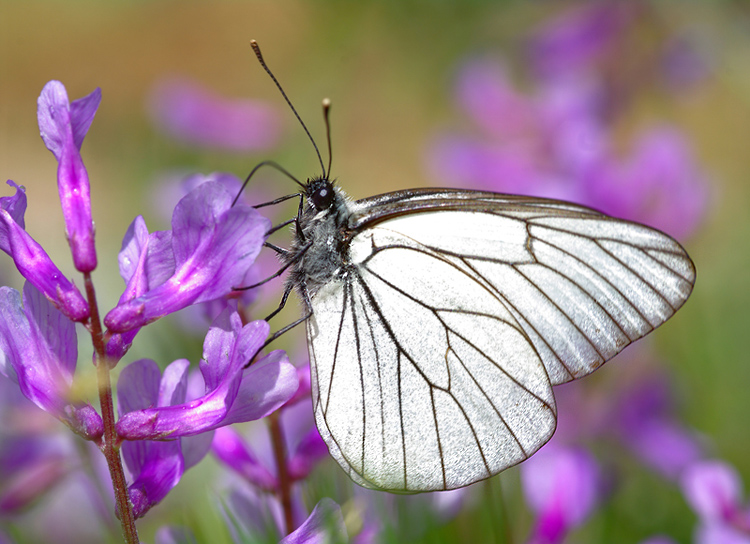
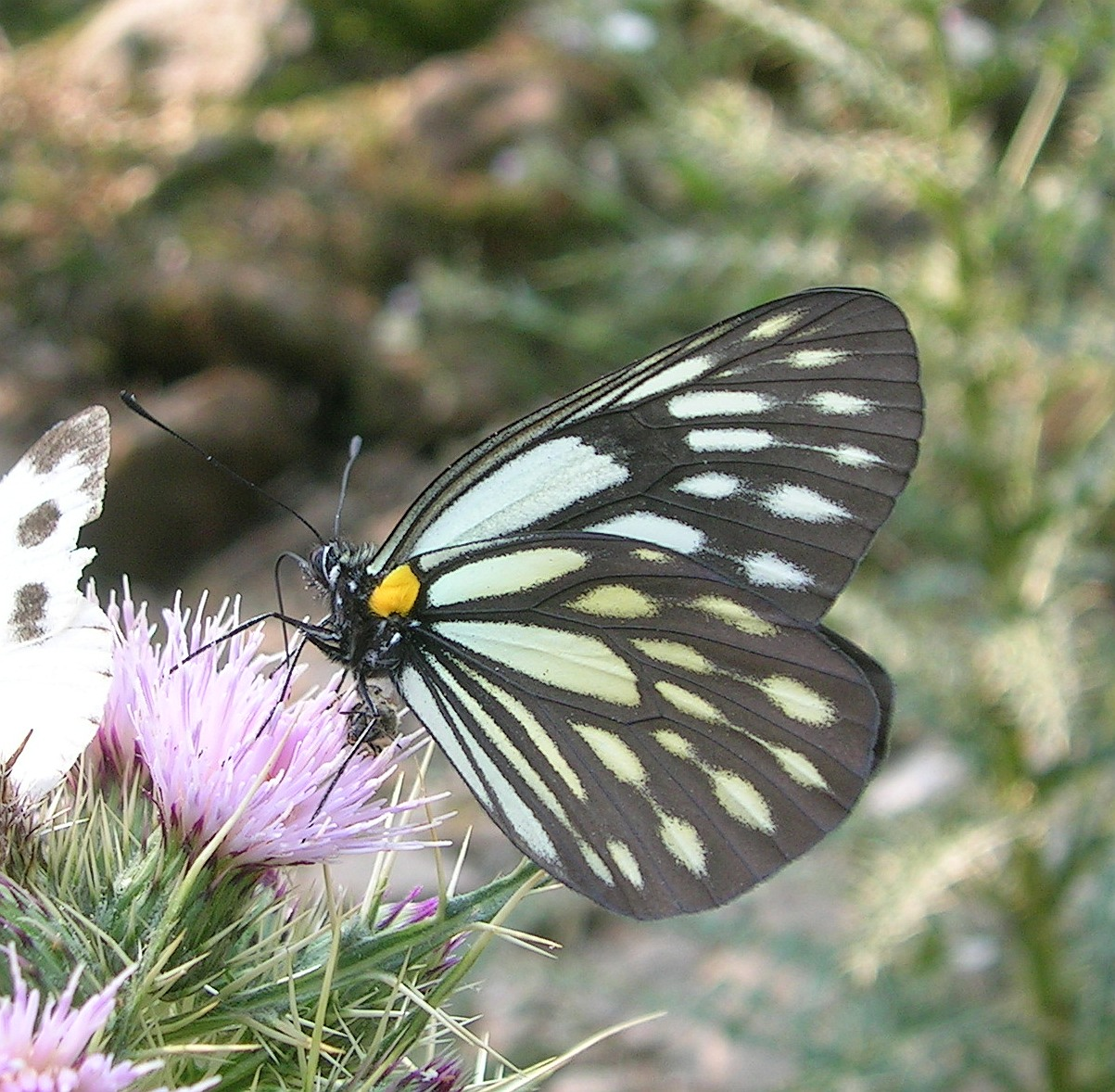
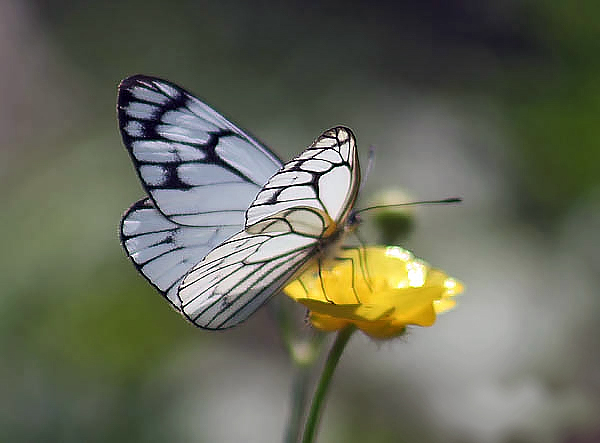
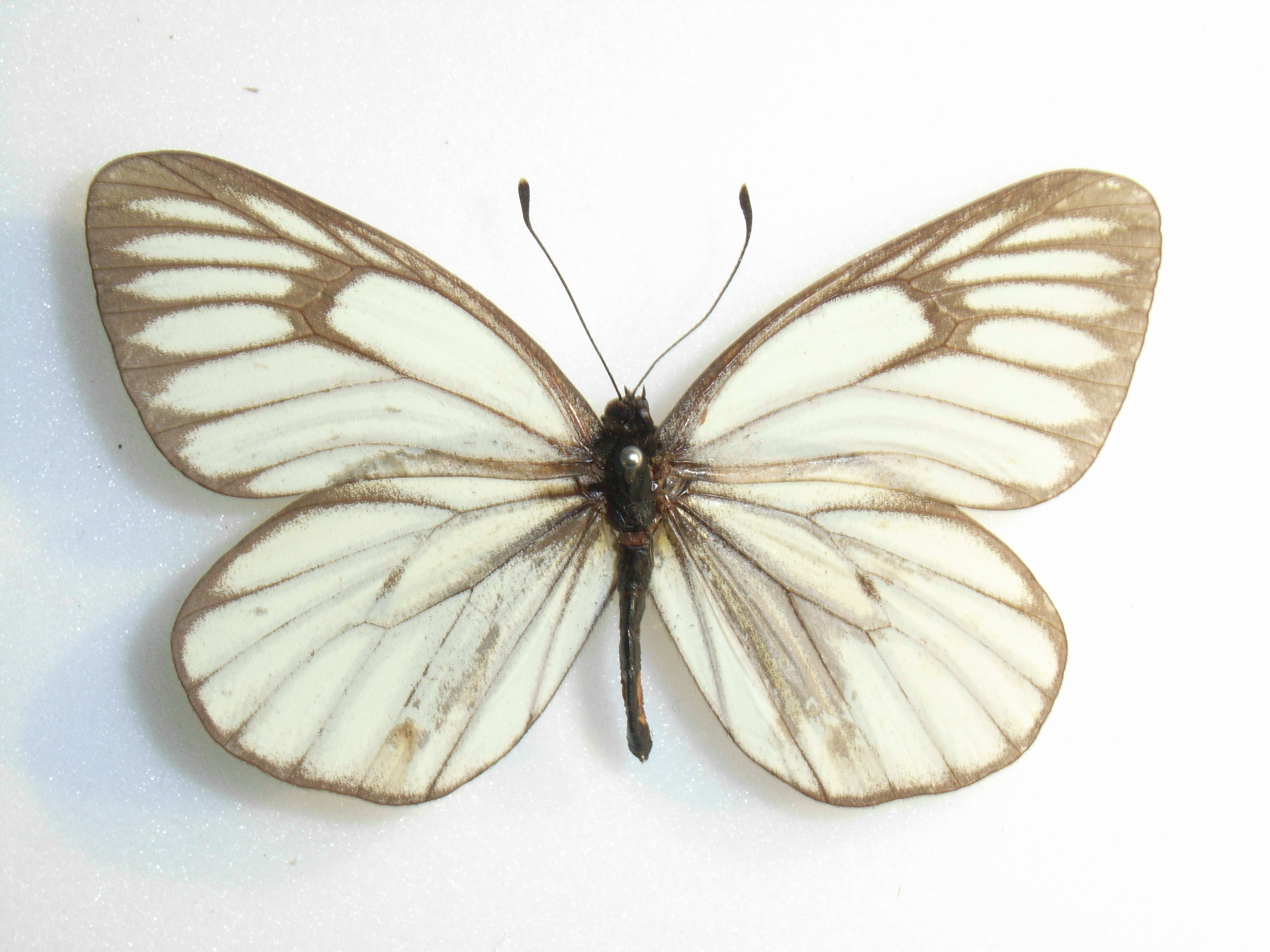
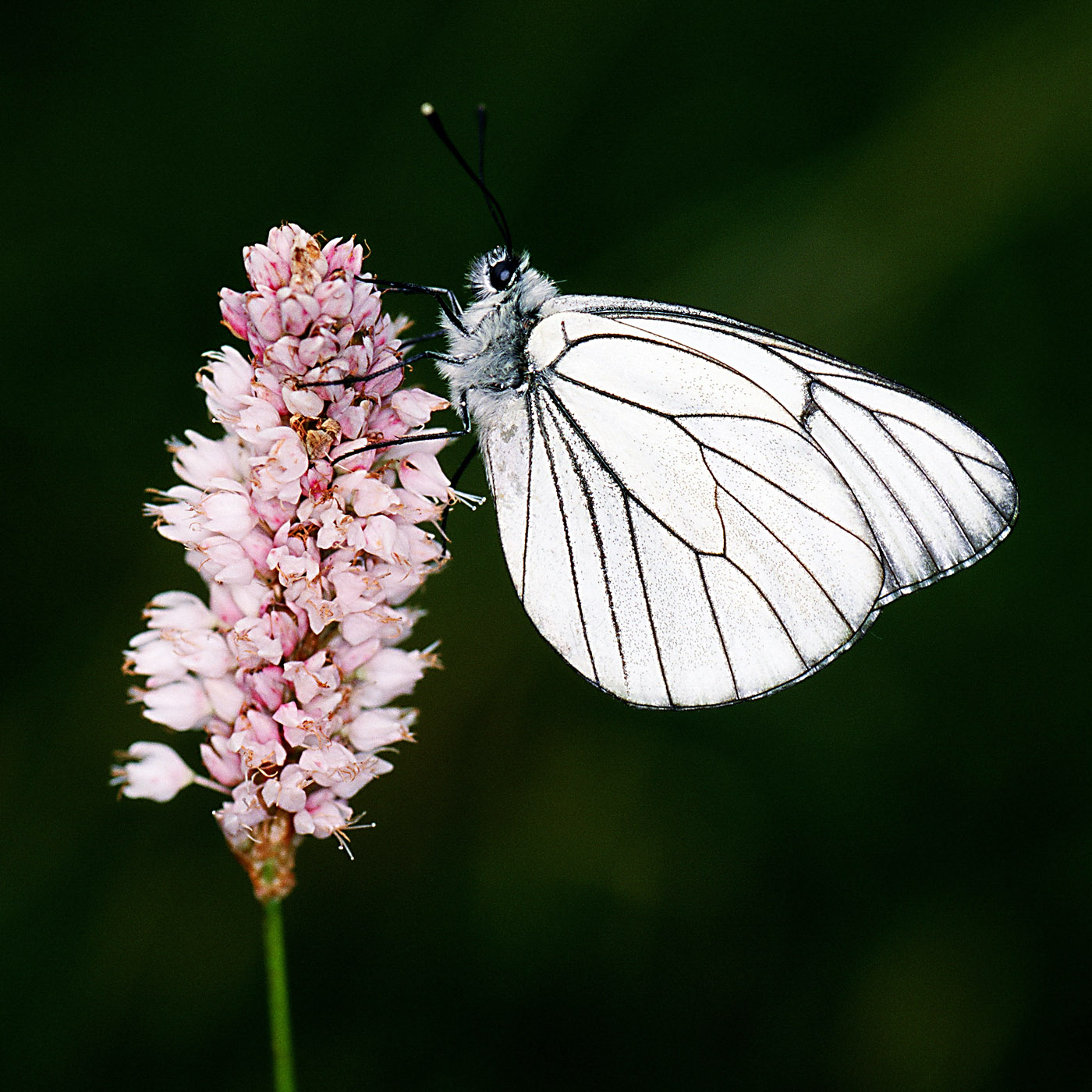